# Josphat Kipkoech Bett
Josphat Kipkoech Bett (ur. 12 czerwca 1990 w Kericho) – kenijski lekkoatleta, długodystansowiec.

## Osiągnięcia
- złoty medal mistrzostw świata juniorów (bieg na 10 000 metrów, Bydgoszcz 2008), w finale ustanowił aktualny rekord tej imprezy (27:30,85)[1]
- srebro igrzysk Wspólnoty Narodów (bieg na 10 000 metrów, Glasgow 2014)
- srebro mistrzostw Afryki (bieg na 10 000 metrów, Marrakesz 2014)

## Rekordy życiowe
- bieg na 3000 metrów – 7:42,38 (2009)
- bieg na 5000 metrów – 12:57,43 (2009)
- bieg na 10 000 metrów – 26:48,99 (2011)